# Ernst von Vegesack (1792–1863)
Johan Fredrik Ernst von Vegesack, född 18 september 1792, död 24 oktober 1863 i Stockholm, var en svensk friherre och militär.

## Biografi
von Vegesack var son till Eberhard von Vegesack. Han blev fanjunkare vid Göta garde 1802, fänrik vid Älvsborgs regemente 1806 och löjtnant i armén 1807. Han tilldelades guldmedalj för tapperhet i fält 1808. Han erhöll avsked 1813. von Vegesack blev 1814 ryttmästare vid lüneburgska husarregementet av general Wallmodens kår samt major i hertiglig mecklenburgsk tjänst. 1815 blev han ryttmästare i både svenska armén och Jämtlands hästjägarskvadron samt fick majors namn 1817. År 1829 erhöll han avsked ur militär tjänst. En tid verkade von Vegesack som kustchef i Skåne. Under en vistelse i Wien 1832 lär Anders Gustaf von Düben ha uppdragit åt sin vän von Vegesack att i något ärende uppsöka prinsen av Vasa. Brevet uppsnappades och föranledde åtal för högmålsbrott mot von Düben och von Vegesack. De förnekade att ha bedrivit förrädiska stämplingar men dömdes till ständig landsflykt. Genom den 1834 utfärdade amnestin för politiska förbrytare fick von Vegesack rätt att återvända till Sverige. Han var gift två gånger och hade tolv barn i det första äktenskapet. von Vegesack är gravsatt på Johannes kyrkogård i Stockholm.
von Vegesack var morfar till författaren Gunilla och Joakim A. von Düben och bror till Verner von Heidenstams mormor.